# Lokzug
Ein Lokzug oder Lokomotivzug besteht aus einem einzelnen oder aus mehreren zusammengekuppelten Triebfahrzeugen (oft Lokomotiven), die ohne weitere Fahrzeuge als Zug verkehren. Die hinter dem führenden Triebfahrzeug eingereihten Fahrzeuge können geschleppt sein.
Die aktuelle Fachbezeichnung für diese Zuggattung heißt in Deutschland Triebfahrzeugfahrt, abgekürzt Tfzf. Umgangssprachlich wird häufig noch die frühere Abkürzung Lz gebraucht.
Aus Lokomotiven bestehende Lokzüge dienen dazu, fehlende Triebfahrzeuge an Bahnhöfen oder sonstigen Betriebsstellen bereitzustellen, Triebfahrzeuge zu überführen, Vorspannlokomotiven zurückzuführen oder Sonderaufgaben wie Messfahrten oder Belastungsproben zu erledigen. Beispielsweise wurden drei ÖBB 1020 zur Erprobung des 1964 neu gebauten Hauptbogens der Trisannabrücke mit einer Dampflokomotive auf das Bauwerk geschoben.
Ausgediente Loks, so z. B. dutzende Exemplare der Baureihe 232, wurden öfters zu längeren Lokzügen zusammengestellt und in dieser Form zum Verschrottungsbetrieb überstellt.

## Bilder

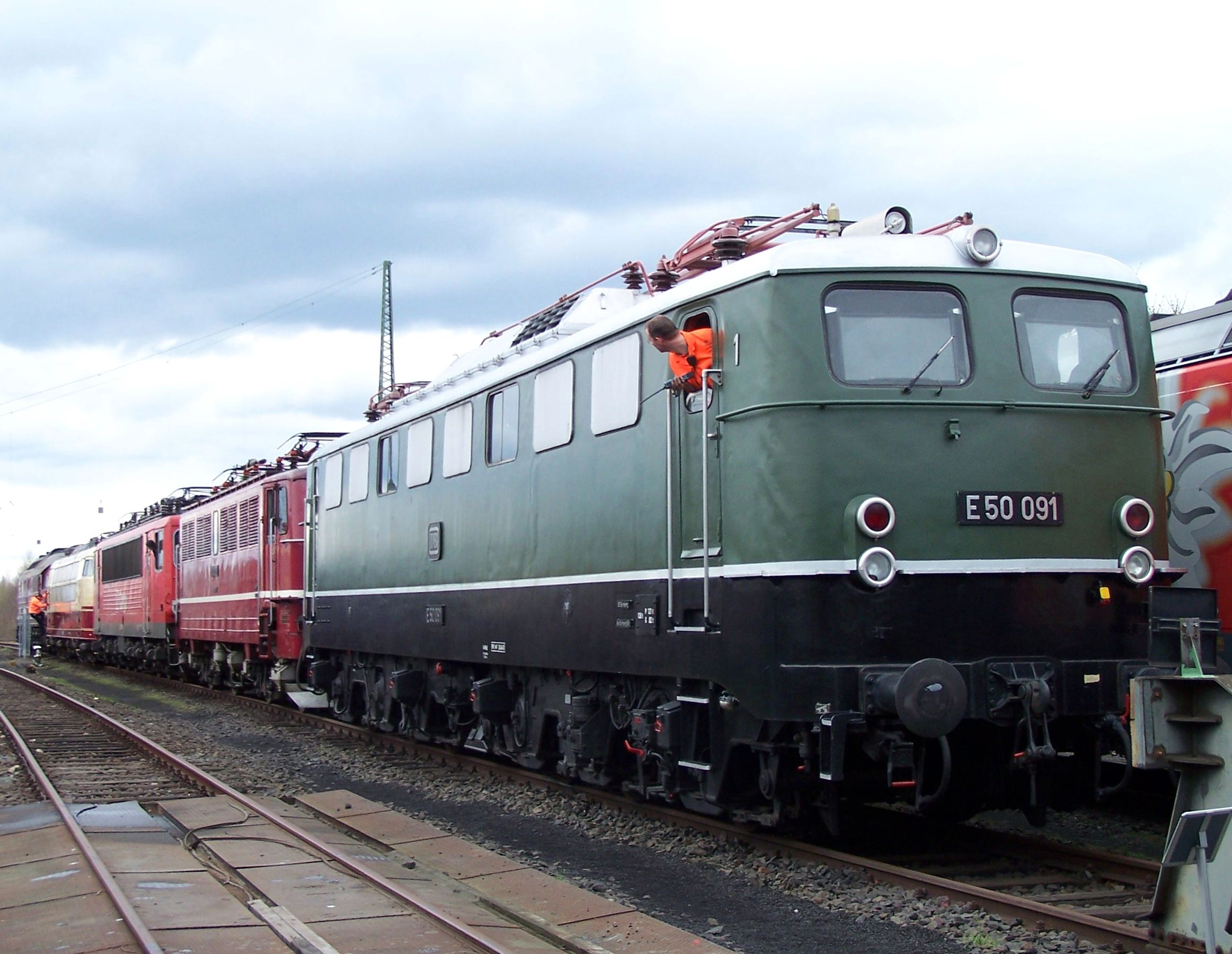
Lokzug aus E50 091, 211 001, 155 001, 103 113, geschoben von 130 101 nach einer Fahrzeugparade des DB Museums in Koblenz-Lützel, einer Zweigstelle des Verkehrsmuseums in Nürnberg
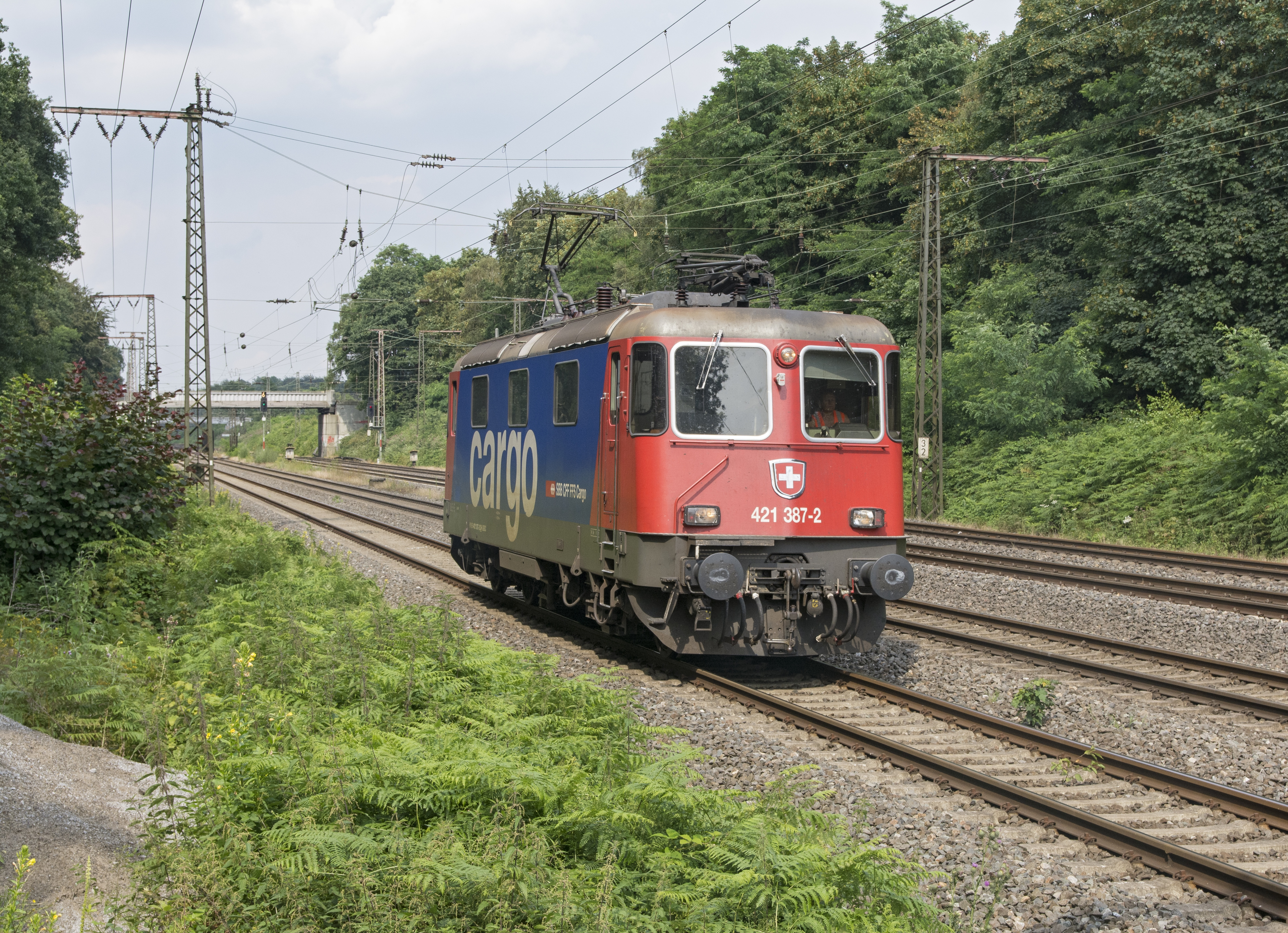
Lokomotivzüge können aus einem einzelnen Fahrzeug bestehen. SBB Re 421 bei Duisburg
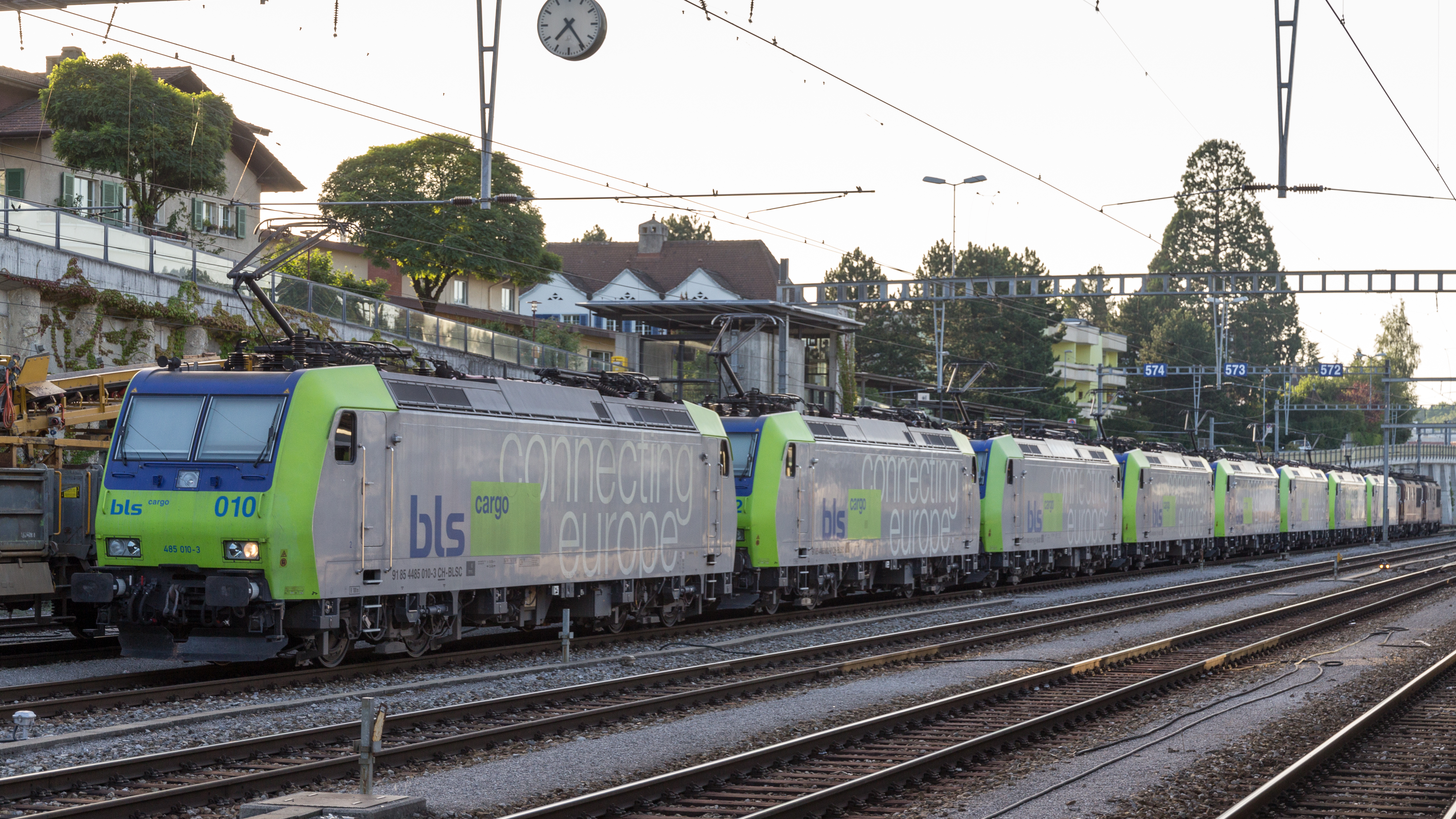
Lokzug bestehend aus 8 BLS Re 485 und 2 BLS Re 4/4  in Spiez
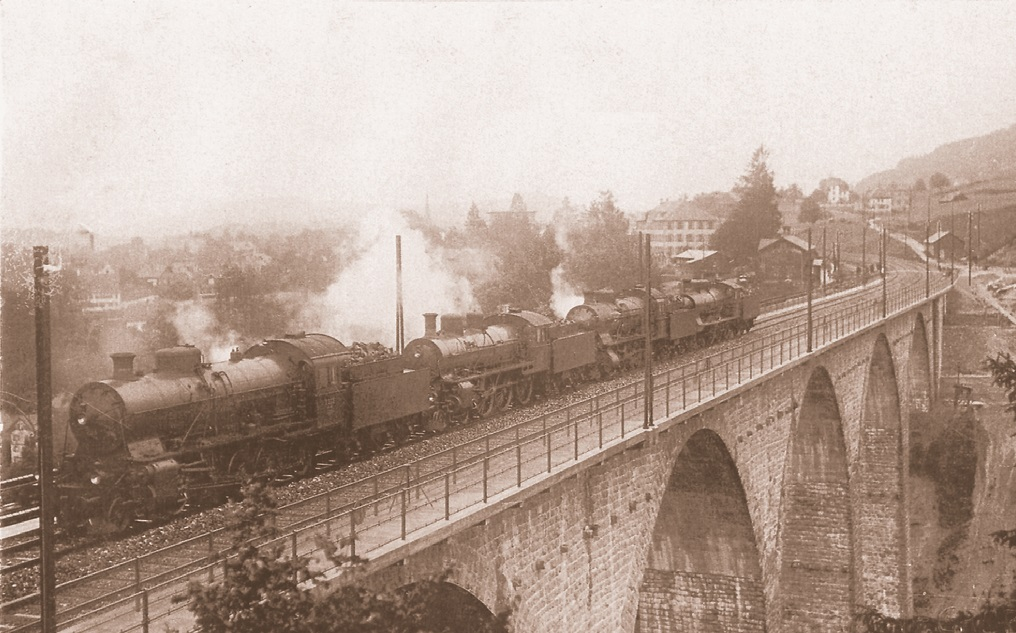
Belastungsprobe des Sitterviadukts der SBB bei St. Gallen mit vier Dampflokomotiven im Jahr 1926
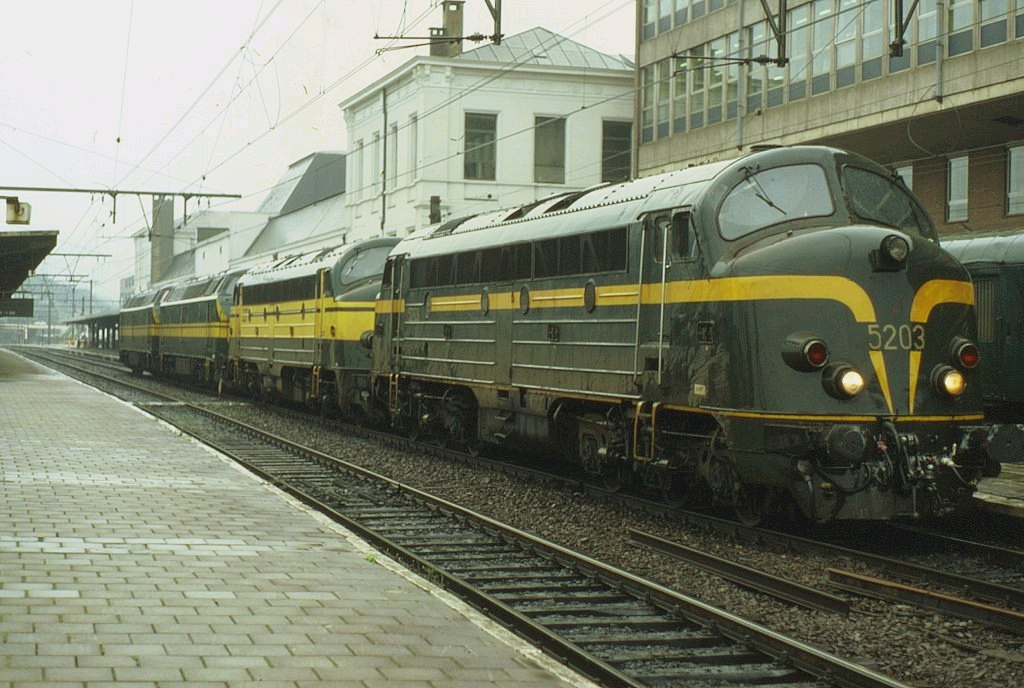
Diesellokomotiven der belgischen Baureihen 202 und 205 in einem Lokzug in Namur, 1987
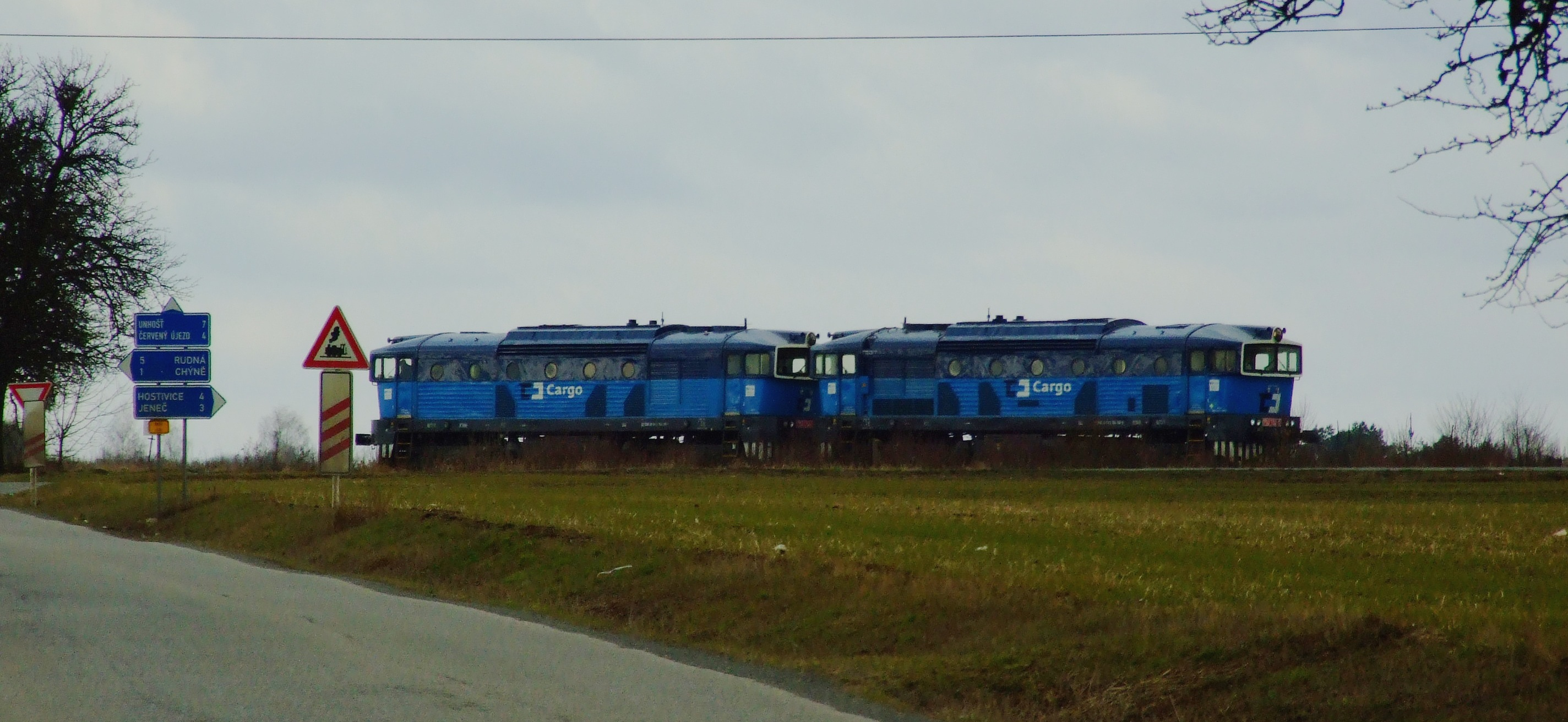
Aus zwei Maschinen der tschechischen Baureihe 753.7 bestehender Lokzug bei Prag